# Campeonato Mundial de Atletismo Sub-20 de 2021 - Revezamento 4x400 m misto
A prova do revezamento 4 x 400 metros misto do Campeonato Mundial de Atletismo Sub-20 de 2021 ocorreu no dia 18 de agosto de 2021 no Centro Esportivo Internacional Moi, em Nairóbi, no Quênia. 

## Recordes
A prova de revezamento misto 4×400m foi colocada pela primeira vez no Mundial Sub-20 de Atletismo em 2021. Portanto, não havia recorde de campeonato anterior.
Os seguintes recordes mundiais ou do campeonato foram estabelecidos durante esta competição: 
| Data         | Evento | Nome                                                                | Nacionalidade | Tempo   | Notas                 |
| ------------ | ------ | ------------------------------------------------------------------- | ------------- | ------- | --------------------- |
| 18 de agosto | Final  | Johnson Nnamani Imaobong Nse Uko Opeyemi Deborah Oke Bamidele Ajayi | Nigéria       | 3:19.70 | Recorde do campeonato |

## Medalhistas
| Ouro | Prata | Bronze                                                                                        |
| Nigéria · Johnson Nnamani · Imaobong Nse Uko · Opeyemi Deborah Oke · Bamidele Ajayi · Ella Onojuvwevwo[a] | Polónia · Michał Wróbel · Kornelia Lesiewicz · Alicja Kaczmarek · Patryk Grzegorzewicz · Mateusz Matera[a] · Olga Rzeszewska[a] | Índia · Barath Sridhar · Priya Mohan · Summy · Kapil · Abdul Razak Cherankulangara Rasheed[a] |

a  Atletas que participaram apenas nas eliminatórias e receberam medalhas.

## Cronograma
Todos os horários são locais (UTC+3).  
| Data         | Hora  | Evento  |
| ------------ | ----- | ------- |
| 18 de agosto | 09:00 | Bateria |
| 18 de agosto | 17:15 | Final   |

## Resultados

### Bateria
Qualificação: Os 3 primeiros de cada bateria (Q) e os 2 tempos mais rápidos (q). 
| Posição | Bateria | Nacionalidade | Atletas                                                                          | Tempo   | Notas                |
| ------- | ------- | ------------- | -------------------------------------------------------------------------------- | ------- | -------------------- |
| 1       | 2       | Nigéria       | Johnson Nnamani Ella Onojuvwevwo Opeyemi Deborah Oke Bamidele Ajayi              | 3:21.66 | Q,                   |
| 2       | 1       | Índia         | Abdul Razak Cherankulangara Rasheed Priya Mohan Summy Kapil                      | 3:23.36 | Q,                   |
| 3       | 1       | Chéquia       | Tadeáš Plaček Nikola Bišová Lucie Zavadilová David Bix                           | 3:24.15 | Q,                   |
| 4       | 1       | Jamaica       | Antonio Hanson Alliah Baker Dejanea Oakley Shaemar Uter                          | 3:24.65 | Q,                   |
| 5       | 1       | Polónia       | Mateusz Matera Olga Rzeszewska Alicja Kaczmarek Michał Wróbel                    | 3:24.69 | q,                   |
| 6       | 1       | Sri Lanka     | Isuru Bans Tharushi M.Dissanayaka Lakshima Mendis Dilshan Udunuwara              | 3:26.62 | q,                   |
| 7       | 2       | Itália        | Stefano Grendene Federica Pansini Angelica Ghergo Francesco Pernici              | 3:28.00 | Q,                   |
| 8       | 2       | África do Sul | Ryan Jordan Angelique Strydom Charlize Eilerd Adrian John Swart                  | 3:30.43 | Q,                   |
| 9       | 2       | Equador       | Freddy Vásquez Evelin Mercado Xiomara Ibarra Alan Minda                          | 3:31.90 | Recorde da temporada |
| 10      | 2       | Quênia        | Kennedy Kimeu Sylvia Chelangat Loice Nyanchoka Morara Elkanah Kiprotich Chemelil | DSQ     | TR17.3.1             |
| 10      | 1       | Etiópia       | Nigist Getachew Wegene Addisu Amarech Zago Melkeneh Azize                        | DSQ     | TR17.3.1             |

### Final
A prova final foi realizada no dia 18 de agosto às 17:15. 
| Posição           | Raia | Nacionalidade | Atletas                                                                | Tempo   | Notas                 |
| ----------------- | ---- | ------------- | ---------------------------------------------------------------------- | ------- | --------------------- |
| Medalha de ouro   | 5    | Nigéria       | Johnson Nnamani Imaobong Nse Uko Opeyemi Deborah Oke Bamidele Ajayi    | 3:19.70 | Recorde do campeonato |
| Medalha de prata  | 2    | Polónia       | Michał Wróbel Kornelia Lesiewicz Alicja Kaczmarek Patryk Grzegorzewicz | 3:19.80 | Recorde da temporada  |
| Medalha de bronze | 3    | Índia         | Barath Sridhar Priya Mohan Summy Kapil                                 | 3:20.60 | Recorde da temporada  |
| 4                 | 8    | Jamaica       | Shaemar Uter Alliah Baker Aalliyah Francis Malachi Johnson             | 3:23.04 | Recorde da temporada  |
| 5                 | 7    | África do Sul | Antonie Matthys Nortje Molepo Precious Angelique Strydom Lythe Pillay  | 3:23.98 | Recorde da temporada  |
| 6                 | 4    | Itália        | Stefano Grendene Alexandra Almici Alessandra Iezzi Tommaso Boninti     | 3:24.26 | Recorde da temporada  |
| 7                 | 1    | Sri Lanka     | Dilshan Udunuwara Tharushi M.Dissanayaka Lakshima Mendis Isuru Bans    | 3:26.39 | Recorde pessoal       |
| 8                 | 6    | Chéquia       | Tadeáš Plaček Nikola Bišová Lucie Zavadilová David Bix                 | 3:28.51 |                       |

Legenda
| Recorde mundial       | Recorde mundial (World record)               |                       | Recorde africano                      | Recorde africano (African) |                                           | Q | Classificado por posição (Qualified) |
| Recorde do campeonato | Recorde do campeonato (Championship record)  | Recorde da América    | Recorde da América (Americas)         | q                          | Classificado por melhor tempo (Qualified) |   |                                      |
| Melhor marca do ano   | Melhor marca do ano (World leading)          | Recorde asiático      | Recorde asiático (Asian)              | DNS                        | Não largou (Did not start)                |   |                                      |
| Recorde nacional      | Recorde nacional (National record)           | Recorde europeu       | Recorde europeu (European)            | DNF                        | Não terminou (Did not finish)             |   |                                      |
| Recorde pessoal       | Recorde pessoal do atleta (Personal best)    | Recorde da Oceania    | Recorde da Oceania (Oceania)          | DSQ / DQ                   | Desclassificado (Disqualified)            |   |                                      |
| Recorde da temporada  | Recorde da temporada do atleta (Season best) | Recorde sul-americano | Recorde sul-americano (South America) | NM                         | Sem marca (No mark)                       |   |                                      |